# Monica Mæland

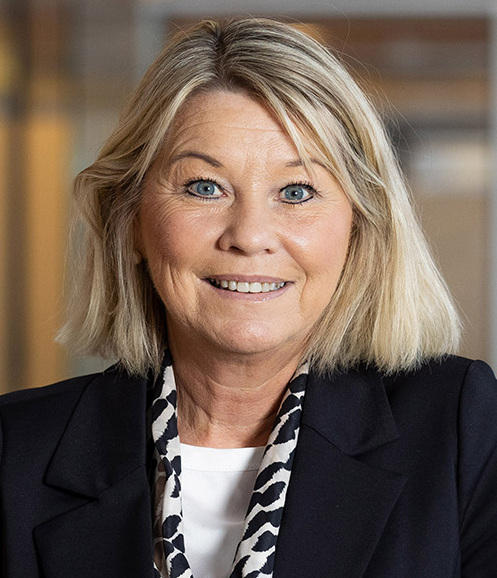
Monica Mæland, 2022

Monica Mæland (* 6. Februar 1968 in Bergen) ist eine norwegische Politikerin der konservativen Partei Høyre. Von Oktober 2013 bis Januar 2018 war sie die Wirtschaftsministerin, anschließend  die Kommunal- und Modernisierungsministerin ihres Landes. Von Januar 2020 bis Oktober 2021 war sie die Justizministerin in der Regierung Solberg.

## Leben
Mæland wuchs in Arendal auf und besuchte dort bis 1987 das Gymnasium. In den Jahren 1985 bis 1986 stand Mæland der Jugendorganisation Unge Høyre in Arendal vor, im Anschluss war sie bis 1988 stellvertretende Vorsitzende der Organisation im damaligen Fylke Aust-Agder. 1987 begann sie ein Studium der Rechtswissenschaften an der Universität Bergen, in den Jahren 1989 und 1990 war sie dort Mitglied des studentischen Parlaments. Sie studierte bis 1991 in Bergen, bevor sie von 1992 bis 1994 an der Universität Oslo weiterstudierte. Im Anschluss arbeitete sie bis 1999 als Anwältin. Zwischen 1997 und 2002 hatte sie den Posten als stellvertretende Parteivorsitzende ihrer Partei in der Provinz Hordaland inne und bis 2004 den der Parteivorsitzenden.
In den Jahren 1999 bis 2003 saß Mæland im Stadtrat von Bergen. Im Jahr 2003 wurde sie Vorsitzende der Stadtregierung von Bergen, dem Byråd. Sie hatte dieses Amt bis 2013 inne. Von 2010 bis 2014 war sie zudem Mitglied des Parteivorstands der Høyre-Partei.
Am 16. Oktober 2013 wurde sie zur Wirtschaftsministerin in der neu gebildeten Regierung Solberg ernannt. Zum 17. Januar 2018 erhielt sie nach einer Regierungsumbildung den Posten der Kommunal- und Modernisierungsministerin. Nach dem Regierungsaustritt der Fremskrittspartiet (FrP) übernahm sie am 24. Januar 2020 das Amt als Justizministerin von FrP-Politiker Jøran Kallmyr. Ihr Amt übte sie bis zum Abtritt der Regierung Solberg am 14. Oktober 2021 aus. Anschließend wurde sie Partnerin in einer Anwaltskanzlei. Im Jahr 2023 wurde sie Geschäftsführerin der Wirtschaftsorganisation Bergen Næringsråd. Ihre Tätigkeit für die Anwaltskanzlei beendete sie.